# 花蓮港廳長
花蓮港廳長，為臺灣日治時期花蓮港廳（今花蓮縣）的地方首長。

## 歷任廳長
| 1                                      |  | 石橋亨 （1860－1929）    | 1909年10月25日 | 1911年12月4日  | 1.啟用花蓮港燈竿。 2.設立吉野村。                                                    |
| 2                                      |  | 中田直溫 （？–？）       | 1911年12月4日  | 1913年11月3日  | 1.兼任蕃務本署理蕃課長至1911年12月9日。 2.設立豐田村。                               |
| 3                                      |  | 飯田章 （？–？）         | 1913年11月3日  | 1919年5月21日  | 1.任內發生大分事件與喀西帕南事件，發動太魯閣戰爭。 2.設立林田村。                    |
| 4                                      |  | 宇野英種 （？–1923）     | 1919年5月21日  | 1920年9月1日   | 任內發生花蓮港地震。                                                                 |
| 5                                      |  | 江口良三郎 （1869–1926） | 1920年9月1日   | 1926年10月27日 | 1.任內發生第二次大分事件。 2.設立簡易農業學校。 3.臺東線全線通車。                   |
| 空缺（1926年10月27日－1926年12月23日） |  |                          |                |                |                                                                                      |
| 6                                      |  | 中田秀造 （？–1930）     | 1926年12月23日 | 1929年9月13日  | 設立花蓮港高等女學校。                                                               |
| 7                                      |  | 豬股松之助 （1884–1939） | 1929年9月13日  | 1931年9月12日  | 啟用奇萊鼻燈臺。                                                                     |
| 8                                      |  | 淺野安吉 （1889–？）     | 1931年9月12日  | 1932年4月21日  |                                                                                      |
| 9                                      |  | 今井昌治 （1884–？）     | 1932年4月21日  | 1933年10月3日  |                                                                                      |
| 10                                     |  | 森萬吉 （1883–？）       | 1933年10月3日  | 1934年9月3日   |                                                                                      |
| 11                                     |  | 政所重三郎 （1884–？）   | 1934年9月3日   | 1935年9月2日   |                                                                                      |
| 12                                     |  | 藤村寬太 （1892–？）     | 1935年9月2日   | 1938年10月7日  | 1.1937年10月1日花蓮港廳施行街庄制。 2.設立花蓮港中學校。 3.啟用花蓮港北飛行場。      |
| 13                                     |  | 高原逸人 （1899–？）     | 1938年10月7日  | 1941年1月31日  | 1.1940年10月28日花蓮郡花蓮港街升格為花蓮港市。 2.啟用花蓮港。 3.設立花蓮港工業學校。 |
| 14                                     |  | 廣谷致員 （1896–？）     | 1941年1月31日  | 1943年3月29日  |                                                                                      |
| 15                                     |  | 稻田穰 （1902–？）       | 1943年3月29日  | 1943年12月1日  | 1942年4月1日增設兵事部。                                                             |
| 16                                     |  | 慶谷隆夫 （1901–1972）   | 1943年12月1日  | 1944年12月17日 | 啟用花蓮港放送局。                                                                   |
| 17                                     |  | 加藤重喜 （1901–？）     | 1944年12月17日 | 1945年10月25日 |                                                                                      |

### 附註
1. ↑  原蕃薯藔廳長。
2. ↑  改任南投廳長。
3. ↑  原花蓮港廳警務課長。
4. ↑  原警務局理蕃課長。
5. ↑  卒於任內。
6. ↑  原警務局理蕃課長。
7. ↑  原臺北州內務部長。
8. ↑  改任新竹州知事。
9. ↑  原臺北州內務部長。
10. ↑  原高雄州高雄市尹。
11. ↑  原臺南州臺南市尹。
12. ↑  原新竹州新竹市尹。
13. ↑  改任視學官。
14. ↑  原新竹州内務部長。
15. ↑  改任内務局地方課長。
16. ↑  原高雄州內務部長。
17. ↑  原臺北州内務部長。
18. ↑  改任臺北州臺北市長。
19. ↑  原臺北州總務部長。
20. ↑  改任港務局長。
21. ↑  原高雄州總務部長。
22. ↑  原臺中州總務部長。